# Guanaja
Guanaja is een eiland en gemeente (gemeentecode 1102) dat hoort bij de drie Baai-eilanden (Roatán, Utila en Guanaja) voor de kust van Honduras. Er zijn geen wegen op het eiland, bewoners verplaatsen zich per boot. Christoffel Columbus ontdekte het eiland in 1502 en noemde het Isla de Pinos. Het eiland is ongeveer 20 kilometer lang en het hoogste punt is 400 meter hoog.

## Bevolking
De bevolking is als volgt verdeeld:
| Vrouwen | 2810 | 50,2% |
| Mannen  | 2785 | 49,8% |

## Dorpen
De gemeente bestaat uit vier dorpen (aldea), waarvan het grootste qua inwoneraantal: Guanaja (code 110201).

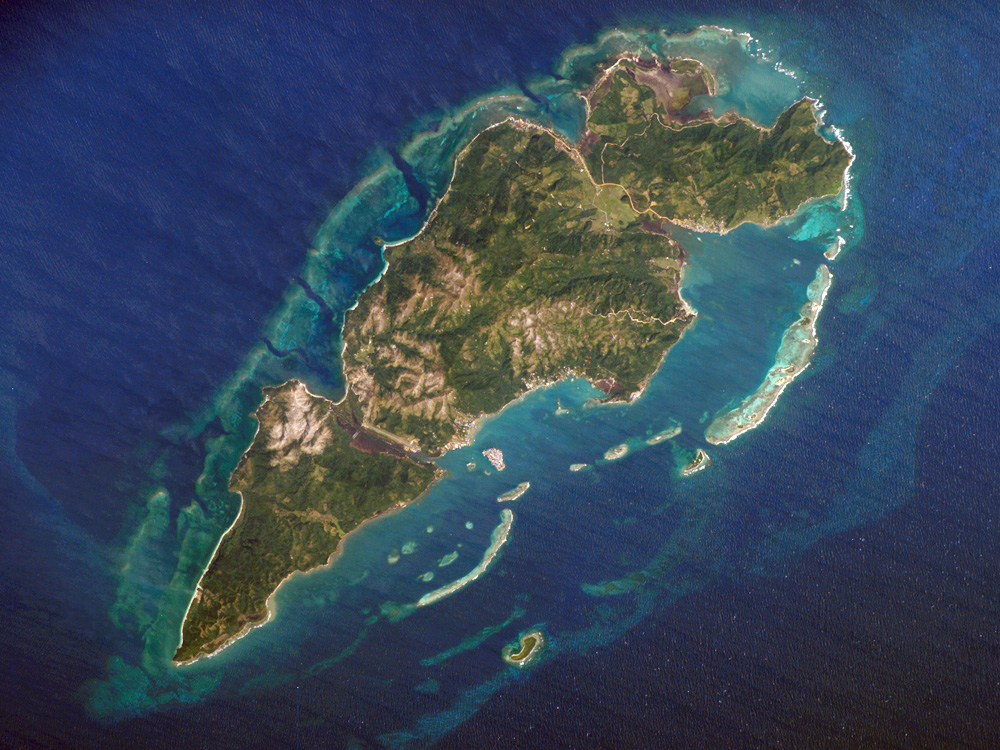
Guanaja vanuit de ruimte

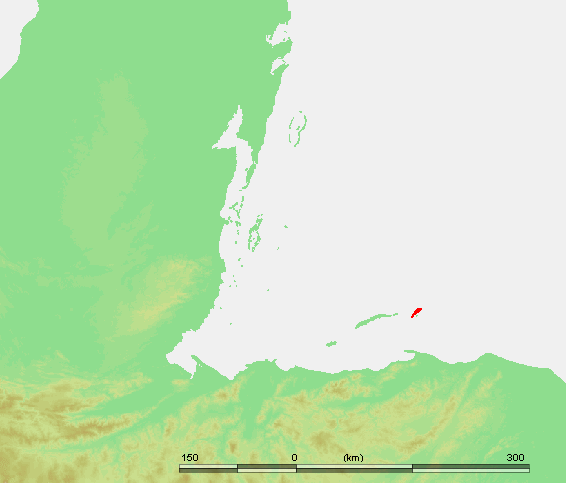
Detailkaart